# Blue SWAT
《Blue SWAT》是日本東映製作的特攝電視劇。从1994年1月30日，至1995年1月29日每周星期日8点至8点30分（JST）由朝日电视台放送，全51话，由东映制作的特别电视节目，本片和作品里登场虚构的组织的名称相同。为“金属英雄”系列的第13部作品。

## 登場人物
鳴海翔／ 
演：正木蒼二
美杉沙羅／ 
演：白鳥夕香
西格／ 
演：土門廣

## 關連項目
- 金屬英雄系列